# Викен, Александр Владимирович
Александр Владимирович Викен (род. 4 апреля 1947) — советский и украинский художник-мультипликатор, режиссёр и сценарист. Заслуженный деятель искусств Украины (2010).

## Биография
- Окончил курсы художников-мультипликаторов при киностудии «Киевнаучфильм» в 1965 году и начал работать там художником-мультипликатором[3].
- В конце 1970-х вместе с другими молодыми мультипликаторами участвовал в создании «подпольных» мультфильмов Александра Татарского «Кстати о птичках» в специально созданном для этого кружке мультипликации при киевском Дворце пионеров.[4]
- В 1980-х годах был режиссёром-мультипликатором на «Киевнаучфильме».
- В 1981 году окончил Киевский государственный институт культуры имени Корнейчука.
- Наиболее известные мультфильмы — «Как Петя Пяточкин слоников считал» и «Отчаянный кот Васька».
- Преподаёт на курсах художников-мультипликаторов[3].

## Фильмография

### Режиссёр-постановщик
- 1981 — Сезон охоты (диплом жюри XV ВКФ, Таллин 1982[5])
- 1983 — Услуга
- 1 сентября 1984 — Как Петя Пяточкин слоников считал
- 1985 — Отчаянный кот Васька
- 1987 — Человек с детским акцентом (приз «За лучший детский фильм», Варна, Народная Республика Болгария[6])
- 1988 — Смерть чиновника
- 1989 — Последний бой
- 1992 — Богданчик и барабан
- 1993 — DIG SQUAD. Фильм первый. Пещера ужасов
- 1994 — DIG SQUAD. Фильм второй. Скипетр фараона

### Сценарист
- 1988 — Смерть чиновника
- 1989 — Последний бой
- 1992 — Богданчик и барабан
- 1993 — DIG SQUAD. Фильм первый. Пещера ужасов
- 1994 — DIG SQUAD. Фильм второй. Скипетр фараона
- 2018 — Казаки. Вокруг света

### Художник-постановщик
- 1993 — DIG SQUAD. Фильм первый. Пещера ужасов
- 1996 — Гадкий утёнок[7]

### Художник-мультипликатор
- 1969 — Как казак счастье искал
- 1969 — Балкон
- 1970 — Журавлик
- 1970 — Как казаки в футбол играли
- 1970 — Покатигорошек
- 1970 — Сказка про доброго носорога
- 1971 — Про полосатого слонёнка
- 1972 — Братец Кролик и братец Лис
- 1972 — Вокруг света поневоле
- 1972 — Сказание про Игорев поход
- 1973 — Была у слона мечта
- 1973 — Зайчишка заблудился
- 1973 — Как казаки невест выручали
- 1973 — Парасолька на охоте
- 1973 — Почему у ёлочки колючие иголочки
- 1974 — Зелёная пилюля
- 1974 — Кот Базилио и мышонок Пик
- 1974 — Мальчик с уздечкой
- 1974 — Приключения малыша Гиппопо
- 1974 — Что на что похоже
- 1975 — История с единицей
- 1975 — Парасолька и автомобиль
- 1975 — Салют
- 1976 — Дело поручается детективу Тедди. Дело № 001. Бурый и Белый
- 1976 — Как кормили медвежонка
- 1976 — Музыкальные сказки
- 1976 — Парасолька становится дружинником
- 1976 — Сказка о жадности
- 1977 — Лисичка со скалочкой
- 1977 — Приключения кузнеца Вакулы
- 1977 — Сказка об Иване, пане и злыднях
- 1977 — Тяп-ляп
- 1978 — Как казаки олимпийцами стали
- 1978 — Ночные капитаны
- 1979 — Гришкины книжки
- 1980 — Капитошка
- 1982 — Башмачки
- 1982 — Мышки-малышки
- 1982 — Путаница
- 1983 — Жили-были мысли…
- 1986 — Альтернатива
- 1986 — История о девочке, наступившей на хлеб
- 1986 — Дело поручается детективу Тедди. Дело № 002. Космическая загадка
- 1987 — Каменный век
- 1988 — Смерть чиновника
- 1989 — Последний бой
- 1992 — Богданчик и барабан
- 1993 — DIG SQUAD. Фильм первый. Пещера ужасов
- 1994 — DIG SQUAD. Фильм второй. Скипетр фараона
- 1995 — Команда DIG. Фильм третий. Похищение века
- 1996 — Гадкий утёнок
- 2005 — Монмартр[8]

### Раскадровщик
- 1996 — Гадкий утёнок